# Deutsche Mystik
Die Deutsche Mystik, gelegentlich auch als Dominikanische oder Rheinländische Mystik bezeichnet, war eine mittelalterliche, christlich-mystische Bewegung, die sich im 14. Jahrhundert besonders innerhalb des Dominikanerordens in Deutschland entfaltete. Der Begriff Deutsche Mystik wird vor allem in Bezug auf Meister Eckhart, Johannes Tauler, Heinrich Seuse oder Hildegard von Bingen gebraucht, deren Schriften die größte Verbreitung erlangten. Sonstige bekannte Namen aus der umfangreichen Liste von Mystikern sind etwa Rulman Merswin und Margareta Ebner aus dem Umfeld der Gottesfreunde. Über den religiösen Bereich hinaus war die Deutsche Mystik vor allem auch für die Entwicklung der deutschen Schriftsprache von Bedeutung.
Die Beziehung zwischen Scholastik und der Deutschen Mystik wird kontrovers diskutiert, je nach Gewichtung der Gegensätze und Gemeinsamkeiten. So wird als Gegensatz die Verwendung der Volkssprache angeführt, während die Scholastiker auf Latein schrieben. Aber selbst Meister Eckhart, der für seine Predigten auf Deutsch bekannt ist, schrieb auch ausführliche philosophische Abhandlungen derselben Lehre in lateinischer Sprache; während von Tauler hingegen nur deutschsprachige Werke überliefert sind.
Über das Mittelalter hinaus war die Deutsche Mystik für die Reformation von Bedeutung: Martin Luther edierte die Theologia deutsch. In den folgenden Jahrhunderten griffen protestantische wie auch katholische Erneuerungs- und Erweckungsbewegungen immer wieder auf Ideen der Deutschen Mystik zurück.